# Fellvorleger

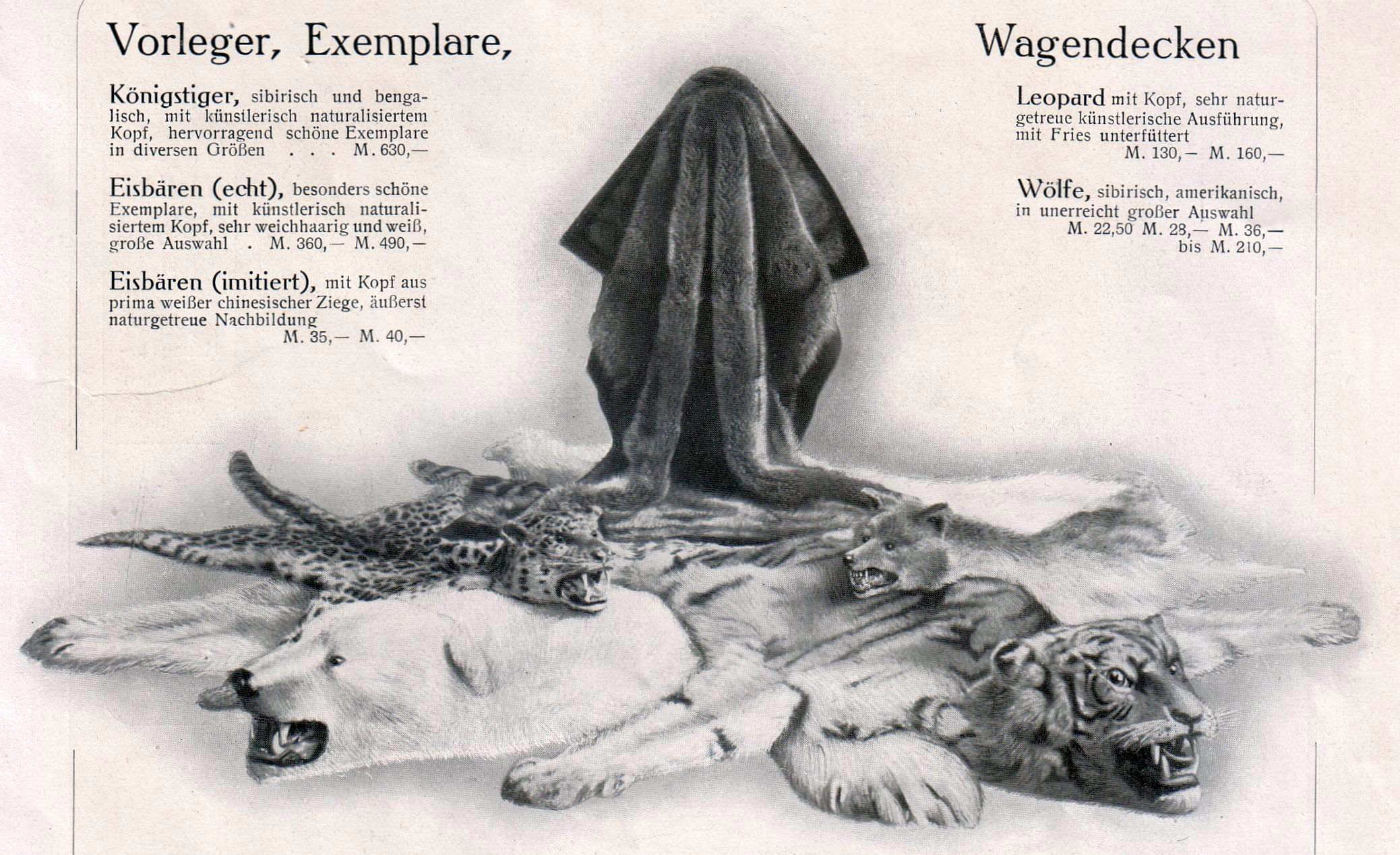
Fellvorleger und Wagendecke der Firma C. A. Herpich Söhne, Berlin (1910)

Ein Fellvorleger, auch Fellvorlage, ist im engeren Sinn ein Fellteppich aus einem einzigen Fell in seiner natürlichen Fellform. Typisch waren in den Zeiten, in denen sie besonders in Gebrauch waren, Vorleger aus einem Eisbärfell oder aus Raubkatzenfellen, wie Tiger, Leopard und Löwe. In aufwändigerer Ausführung können sie einen ausgearbeiteten Kopf haben und sind unterfüttert, oft mit einem farbigen, gezackten Filzstreifen umrandet.
Jedoch werden im Sprachgebrauch auch sonstige kleinere Fellteppiche aus zusammengenähten Pelzresten oder mehreren kleinen Fellen als Vorleger bezeichnet.

## Geschichte, bevorzugte Fellarten

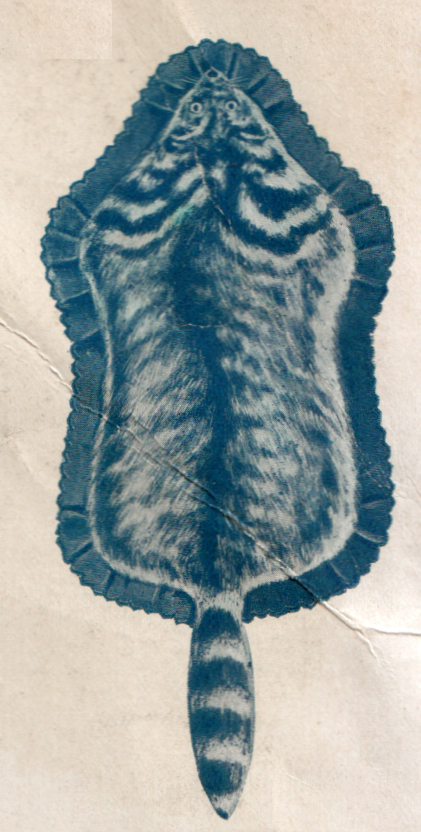
Kleiner Vorleger aus Zibetkatzenfell (USA, 1910)

Teppiche, Bett- und Sitzunterlagen dürften überhaupt die ersten Verwendungen großer Felle gewesen sein. Wenn man in neuerer Zeit von Vorlegern sprach, waren jedoch die Felle in Wohn-, Herren-, Rauchzimmern und Bibliotheken gemeint, die dort sehr häufig als attraktive Teppiche lagen, möglichst mit einem ausgearbeiteten Kopf versehen.
In der griechischen Ilias finden Felle und Decken mehrfache Erwähnung, an einer Textstelle: „Aber im Vorsaal lagerte sich der edle Odysseus. Über die rohe Haut des Stieres breitet er viele wollichte Felle der Schafe vom üppigen Schmause der Freier […].“
Es kann davon ausgegangen werden, dass auch die Römer für ihre Stein- und Mosaikböden, insbesondere in den Schlafzimmern, bereits Bodenteppiche gehabt haben, obwohl es sich nicht ausdrücklich belegen lässt, da der für Teppiche übliche Ausdruck „tapetia“ in den Belegstellen entweder allgemein Teppiche, ohne Angabe der Verwendung, oder speziell Bettdecken bedeutet. Jedenfalls haben sie zum gleichen Zweck sich der Tierfelle bedient; es ist anzunehmen, dass die im Edikt des Diokletian aufgeführten Felle von Hirschen, Wölfen, Bären, Leoparden, Löwen wohl vornehmlich zu Fußteppichen bestimmt waren.
In der Inventarliste der venezianischen Edelfrau (Nobildonna) Maria, relicta quodam Clarissimi Domini Hieronimie Pollani, gestorben am 7. Januar 1590, fanden sich über sechzig pelzgefütterte Roben und eine große Anzahl von pelzgefütterten Bettdecken. Daneben gab es noch verschiedene Arten von Vorlegern, die mit Köpfen und Schwänzen präpariert waren, „als wären sie lebendig“: Ein Löwenfell mit Glasaugen, ein Tigerfell mit ausgestopftem Kopf, einen präparierten Affen und eine große Kiste mit mottenzerfressenen Teppichen oder Decken.

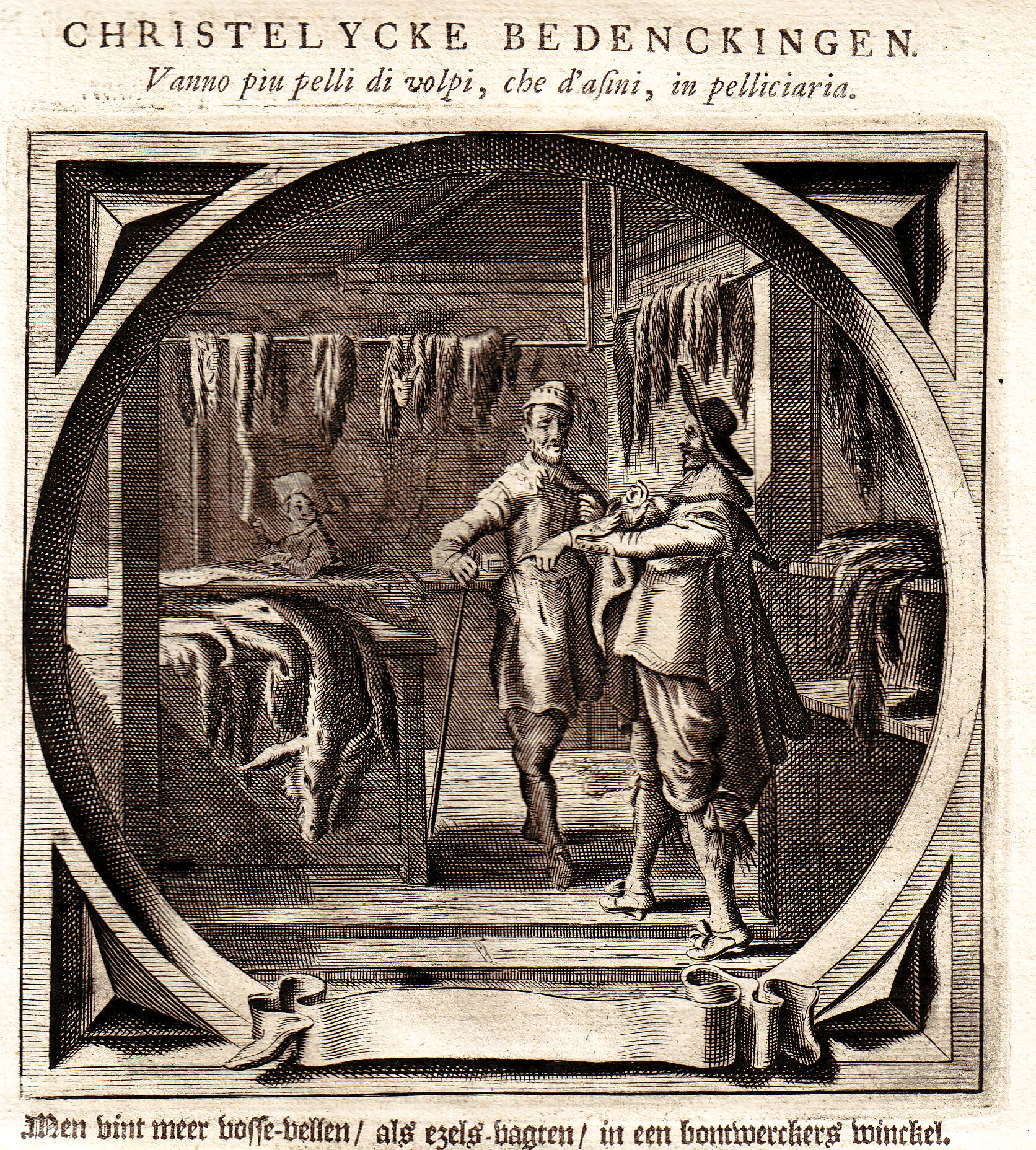
Man findet mehr Fuchsfelle als Eselshäute in einem Kürschner-Laden (Holländisches Sprichwort)

Besonders große Felle, wie Rindshäute und Zebrafelle finden sich neben anderen auch heute noch gelegentlich als Teppiche in Verkaufsräumen. Die Enzyklopädie von Krünitz von 1794 lässt zwar die mangelnde Nutzung des Eselfells erkennen, sie nennt aber doch eine unerwartete Verwendung im Rauchwarenhandel: „Die Wald-Esel-Häute nimmt man bloß zum Schilde und Zeichen der großen Rauch-Kaufläden (Pelzhändler-Verkaufsstände) auf den Messen.“
Jagdtrophäen dienen überall auf der Welt nicht nur als Ausschmückung von Jagdhütten oder Lodges, sondern werden von den Jägern auch in deren Wohnräumen als Bodenbelag zur Schau gestellt. Als besonders eindrucksvoll gelten Felle von Raubtieren, wie das des gestreiften Tigers, der gefleckten Leoparden, Jaguare, Schneeleoparden, Geparden und Nebelparder, aber auch die ungemusterten Felle der Bären, Löwen und Pumas. Vom Jagdwild werden außerdem Wildschweinschwarten, Hirsch-, Reh-, Elch und Gamsdecken bevorzugt als Vorleger genutzt. Als Bettvorleger dient vor allem das Schaffell, in Deutschland besonders das der Heidschnucke, und das Rentierfell, früher noch häufiger auch das Fell weichhaariger Ziegen mit Unterhaar („Pelzziegen“). Das Fell des heute teilgeschützten südamerikanischen Guanakos wurde fast immer zu rechteckigen, manchmal auch runden Teppichen oder Decken verarbeitet, die langen Beine und der lange Hals machen das Fell in seiner natürlichen Form als Teppich unpraktisch.
Felle von Großbären werden, außer einer eventuellen Nutzung durch die heimische Bevölkerung, beispielsweise Eisbärfelle, als Hosen der Eskimos, im Wesentlichen überhaupt nur als Vorleger oder Schmuckfelle genutzt. Eine Ausnahme bildet das Baribalfell, aus dem die mächtigen Kopfbedeckungen der englischen Garde-Infanteristen und anderer Militäreinheiten hergestellt werden. Die dekorativen Zebrafelle sind nur zum Teil brauchbar, da sie infolge des hohen Parasitenbefalls sehr löchrig sind.
Für die Herstellung der Vorleger ist es im Gegensatz zu fast jeder Pelzbekleidung wichtig – eine Ausnahme bilden die Pelzkolliers – dass die Felle noch Nasen und die Krallen besitzen. Die Leipziger Rauchwarenhandlung Heinrich Lomer wies in ihrem Katalog 1913/1914 ausdrücklich darauf hin, dass sämtliche von ihr angebotenen Eisbärfelle in dieser Hinsicht komplett waren. Der Preis für die geringsten Felle begann bei 100 Mark, „extragroße rauche weiße feine“ kosteten bis zu 600 Mark. Den gleichen Hinweis gab es für Königstigerfelle, bei den Löwen kam der Hinweis auf die vorhandenen Mähnen hinzu. Felle von Löwinnen waren wegen der fehlenden Mähne nur schwer zu verkaufen. Das Vorhandensein der Krallen war keinesfalls selbstverständlich. Der Rauchwarenhändler Emil Brass berichtete etwa um die gleiche Zeit, dass die Krallen in China als Amulette sehr begehrt waren, „man muß, wenn man ein Tigerfell gekauft hat, sehr genau aufpassen, da sonst die Klauen unter den Händen weg gestohlen werden“. Felle typischer Jagdtrophäen kamen immer nur wenig in den Handel, Brass gibt für etliche Arten für Anfang des 20. Jahrhunderts „nur einige Hundert“ an, die Felle wurden zumeist von den Jägern selbst genutzt.

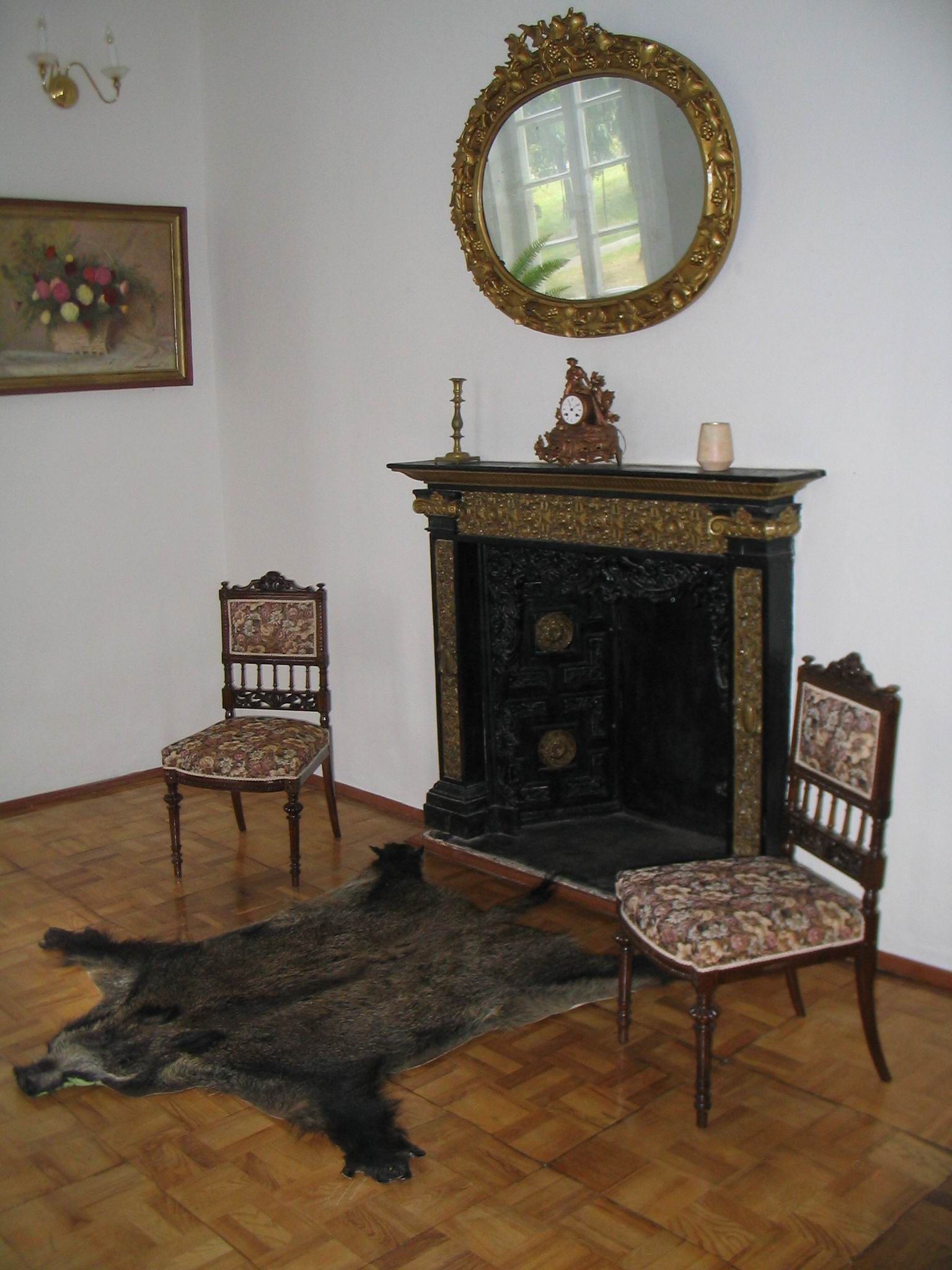
Wildschweinschwarte Pruzhansky Manor, Belarus (2012)
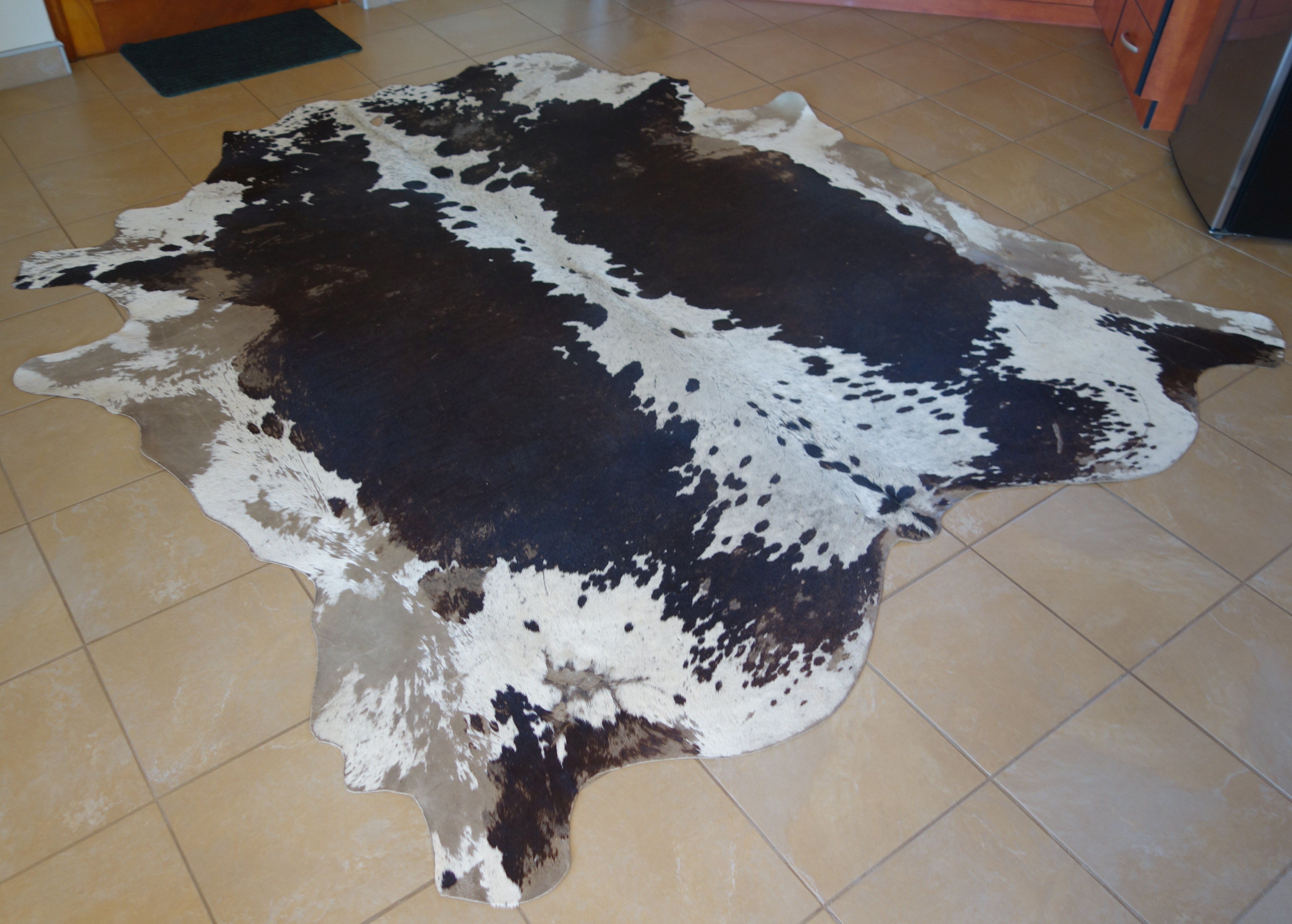
Rindshaut (Namibia, 2017)
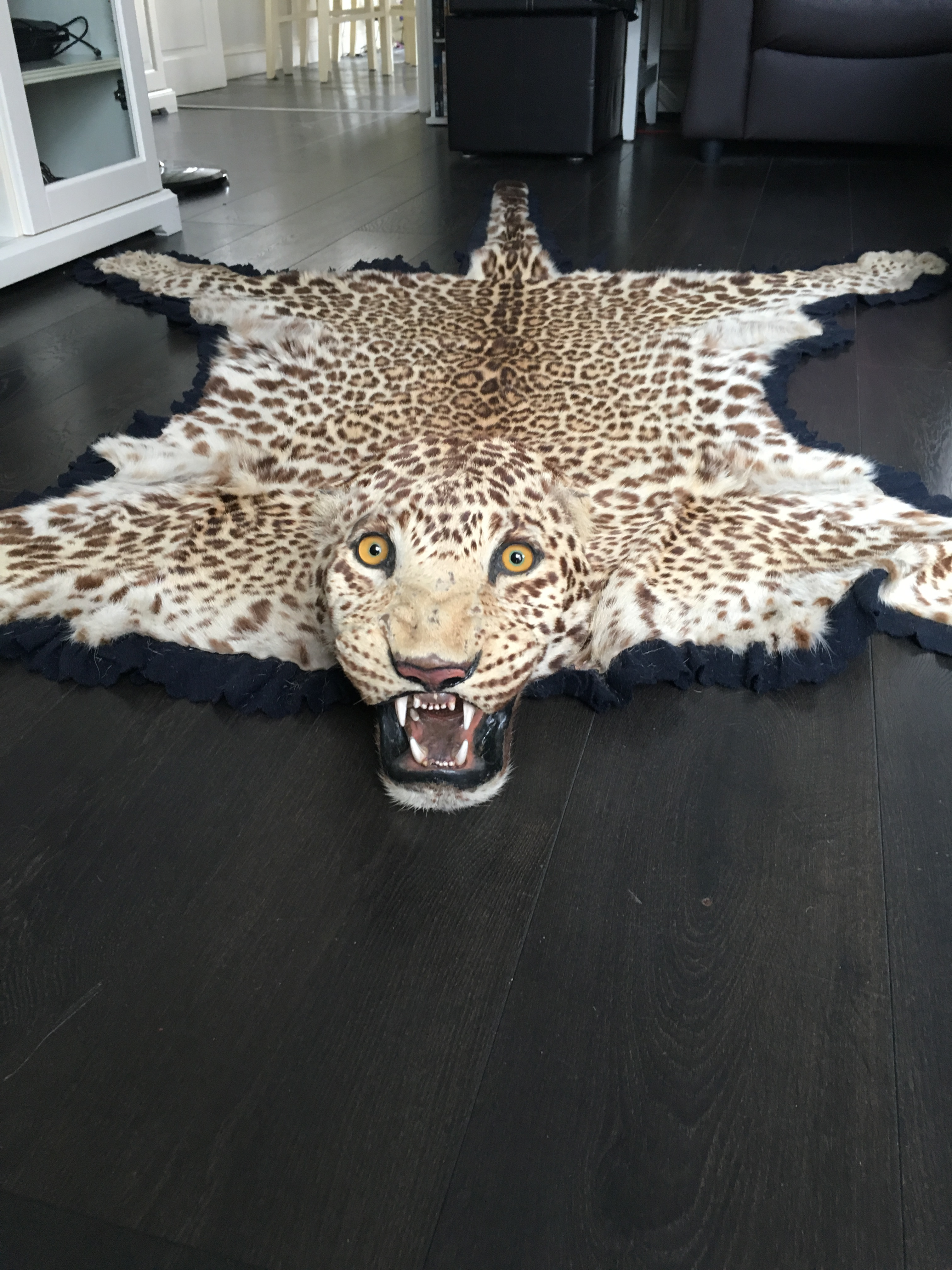
Indischer Leopard (2017)
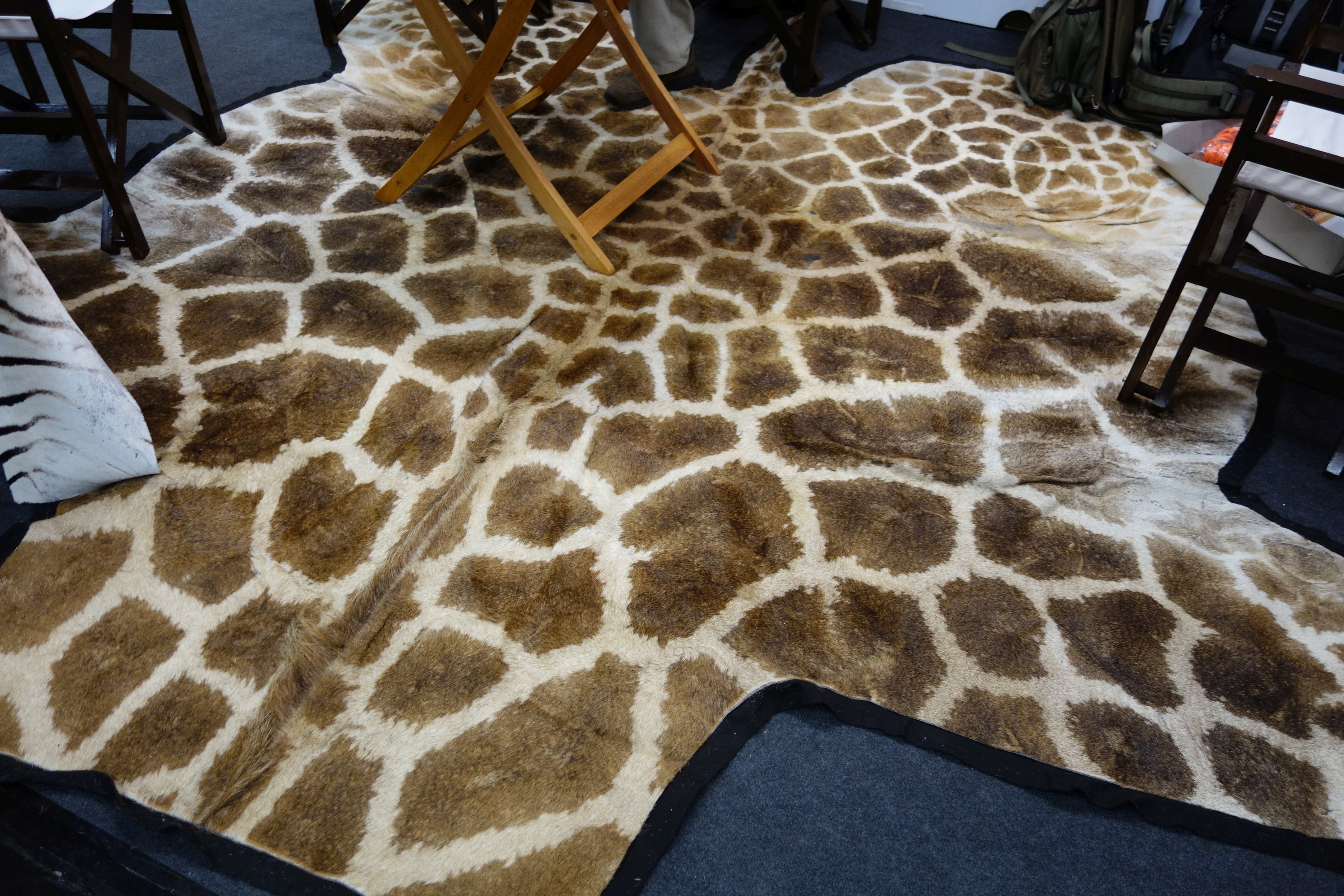
Giraffe (Jagdmesse, 2018)
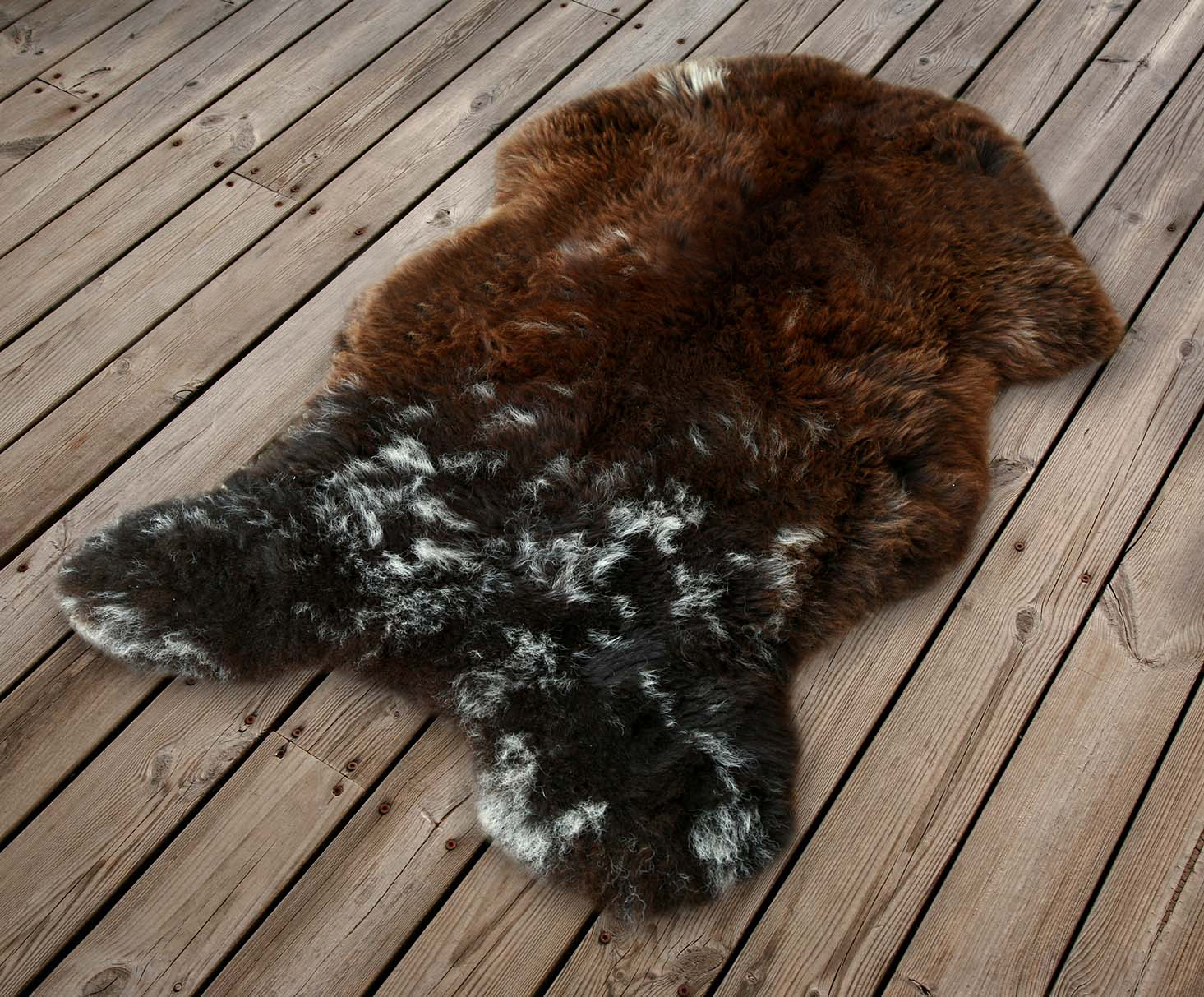
Englisches Lammfell (2014)

## Verarbeitung

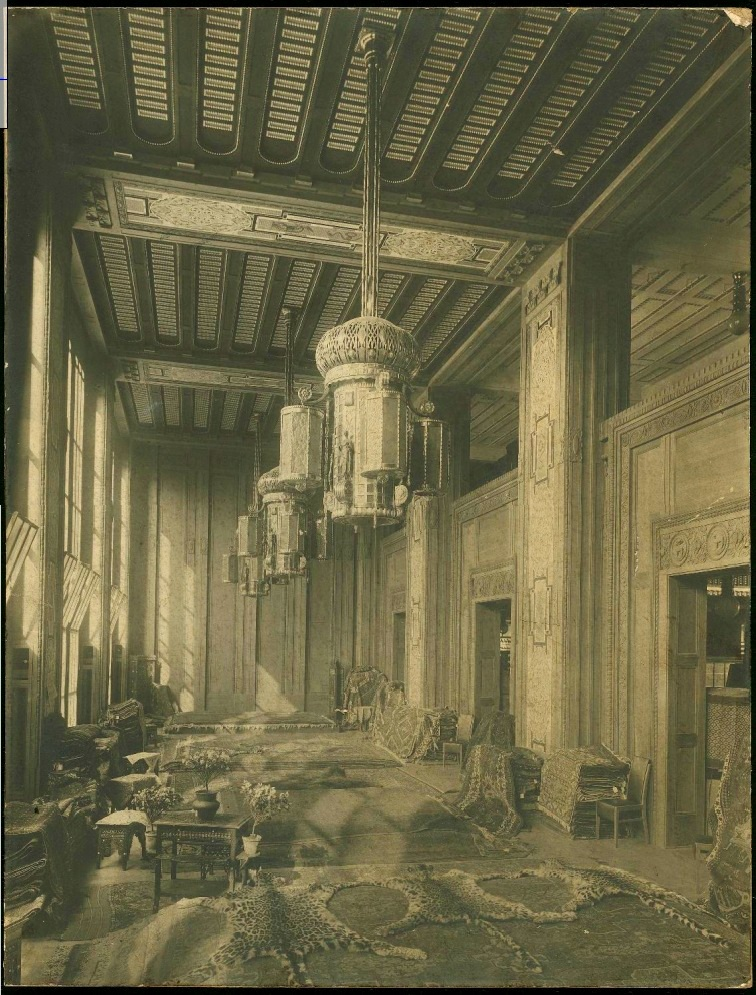
Leopardenvorleger-Angebot im Düsseldorfer Kaufhaus Tietz (um 1910)

Nicht alle Vorleger sollen jedoch den ganzen Kopf und die kompletten Gliedmaßen haben. Der Vorderkopf wird eventuell knapp bis hinter den Ohren abgeschnitten. Dies geschieht zum Beispiel bei Hirsch- und Rehvorlegern, bei denen man auch nicht die volle Beinlänge am Fell belässt, sondern sie vielleicht auf die Hälfte kürzt, „damit der gute Eindruck nicht durch ein zu langes Bein leidet. Tiere mit Krallen, wie Bären, Tiger und Füchse, müssen jedoch wieder die ganze Klaue haben, da gerade dadurch die entsprechende Wirkung erzielt wird“.
Das gegerbte, im Leder angefeuchtete Fell wird auf der Zweckplatte möglichst spiegelgleich aufgespannt. Der österreichische Kürschnermeister Tuma jun. schrieb dazu 1928 (weitgehend identisch mit Paul Cubaeus, 1891) : „Für den Vorleger […] muß die Klaue richtig vor uns liegen und mit den anderen Klauen eine Harmonie bilden. Das ist sehr zu beachten. Es würde sehr häßlich wirken, wäre eine Klaue derart aufgeschnitten, daß der weiße Teil nach dem Kopfe zu steht, während die gegenüberliegende Klaue umgekehrt wirkt. - Wir zwecken derart die Fasson heraus, daß wir nach dem Trocknen nicht mehr viel abzugleichen haben. Es soll ja vom Felle nichts wegfallen. Der Geschmack muß uns leiten, die richtige Fasson herauszubekommen. Der Vorleger soll nicht zu lang, aber auch nicht zu breit sein. Richtige Größenverhältnisse verschönern den Gesamteindruck. Die Beine werden die richtige Lage zu erhalten haben. Sie sollen nicht in die Breite wegstehen, sondern sich so darbieten, wie sie etwa das Tier beim Laufen richtet: die Vorderbeine dem Kopf zu, die Hinterbeine mehr schräg zum Pumpfe herablaufend“. Mit dem Streckholz wird das getrocknete Fell weichgerieben. Eine endgültige Spiegelgleichheit wird nach dem Abzwecken erreicht, indem die Fellränder erst auf einer Seite glattgeschnitten werden, das Fell dann der Länge nach gefaltet wird und entsprechend der gegenüberliegenden Seite angeglichen wird. 1938, als Alexander Tuma jun. seinen Kollegen diese Hinweise gab, kam es auch noch häufiger vor, dass Besitzer eines eingegangenen Hundes sich zur Erinnerung aus dem Fell einen Vorleger arbeiten ließen.
Für Felle mit vollständig kahlem Bauch, wie etwa beim Dachs, wurde vorgeschlagen, sie mit passendem Fell einer anderen Fellart zu ergänzen, „vielleicht passt gerade ein Stückchen Hund oder Ziege“. Das abgeglichene Fell wurde dann meist mit einem farbigen Filzstreifen in roter, grüner oder gelber Farbe eingefasst, dessen Außenseite für gewöhnlich mit einer Zackenschere ausgezackt wurde. Die etwa acht Zentimeter breiten Streifen waren in den 1930er Jahren bereits fertig gezackt im Handel. Als Futter wurde meist Klötzelleinen oder Jute verwendet. Tuma schlug 1951 noch vor, den Filzstreifen von Hand mit einer sogenannten Polnischen Naht anzunähen, „und zwar derart, daß bei den Rundungen der Streifen fächerartig nach außen wirkt, so zwar, daß der äußere Streifenrand ausgedehnt erscheint und die Falten dem Felle zu liegen.“ Weniger kunstvoll, aber einfacher ist es, das gesamte Fell mit Filz zu hinterlegen und darauf zu vernadeln, wobei die überstehenden Filzränder ebenfalls gezackt werden.
Für Vorleger muss der Kopf eine bestimmte Form bekommen. Soll er nur flach auf dem Boden liegen, also ohne Gebiss und Unterkiefer, aber ebenfalls Augen und ausgeformte Ohren aufweisen, so wird ein Brettchen in der Grundform des Kopfes eingelegt, auf das ein Stück Korkplatte aufgestiftet wird.
Das Anfertigen des naturalisierten Tierkopfes war eigentlich die Aufgabe der Präparatoren. Vor 1900 begann jedoch die Mode der Pelzkolliers, Pelzkragen in Tierform mit Kopf, Pfoten und Schwanz. Bald gab es Modelle, die sechs, acht oder auch zwölf sogenannte Aufputzköpfchen erforderten. Damit wurde die Herstellung naturalisierter Köpfe Gemeingut aller Kürschner. Die Herstellung der größeren aber formgleichen Köpfe der Vorleger blieb jedoch meist in den Händen der Spezialisten.
Um den Kopf zu bearbeiten, muss er zuvor in Wasser geweicht werden. Es werden eventuelle Löcher oder Kahlstellen repariert (siehe Anbrachen). Besonders wichtig ist die einwandfreie und gleiche Beschaffenheit der Augenränder. Um den Ohren einen festen Stand zu geben, wird ein Pappstück eingenäht. Die Augen werden mit dem daran befindlichen Draht, wenn möglich an einer vorkonfektionierten Form aus Pappmaché, an der korrekten Stelle befestigt, oder aber zuvor hinter die Augenlöcher genäht. Nase, Lippen und Augenränder werden häufig mit schwarzem Lack bestrichen. Für Teppiche verwandte man meist ein offenes Gebiss, entweder aus den natürlichen Zähnen des Tieres, oder ein fertiges, im Handel erhältliches. Dafür muss der Kopf in der Regel speziell geformt werden, früher aus Gips oder Ton. Zur Herstellung von individuell zu formenden Köpfen warnte Tuma: „Man kann nun von einem Kürschner nicht verlangen, daß er aus freier Hand den Kopf etwa eines Tigers anatomisch richtig modelliert. Er wird also von einem anderen Kopf einen Abdruck nehmen müssen oder sich einen solchen beschaffen, sonst kann der Tiger etwa einem Bernhardiner Hund ähnlich sehen“.

## Prominente Fellvorleger
In Heinrich Heines Versepos „Atta Troll. Ein Sommernachtstraum“ aus dem Jahr 1841 endet der Tanzbär und vermeintliche Held Atta Troll letztlich nur, zum Preis von 200 Franken, als „Fußdeck“ von Juliette, der Freundin des Erzählers. Vom Kürschner wunderschön staffiert und mit Scharlach verbrämt.

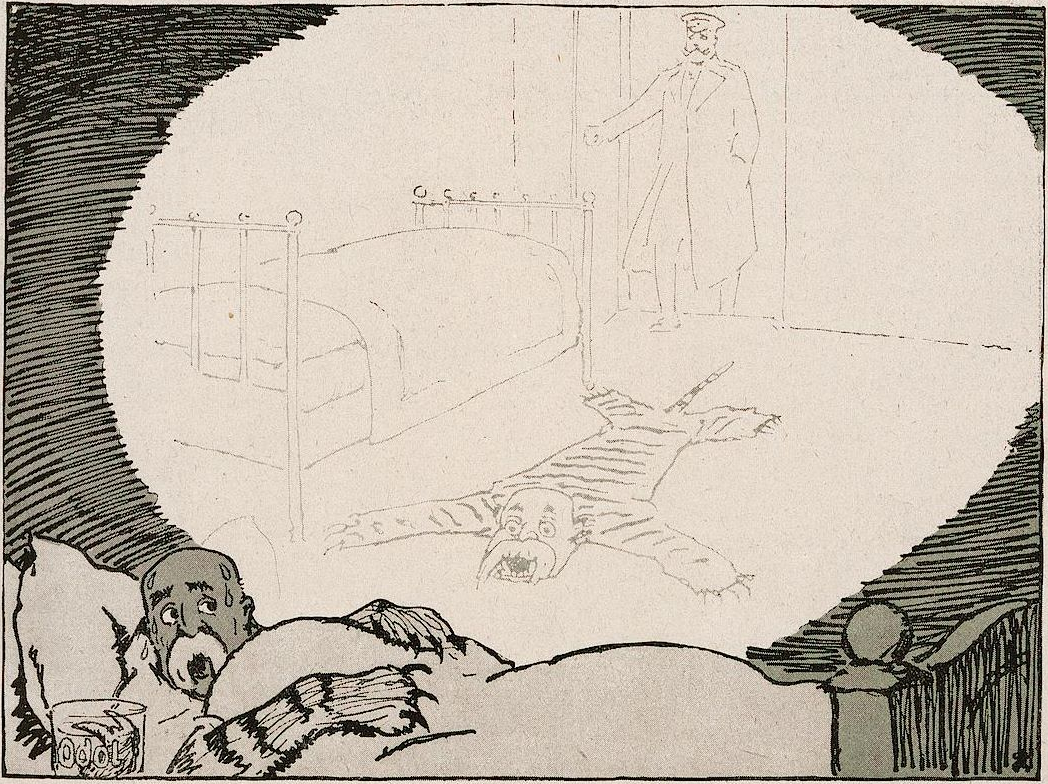
„Zukunftsahnungen - Der Tiger Clemenceau: »Entsetzlicher Traum, ich sah mich als Bettvorleger bei Hindenburg...«“ (Karikatur, 1918)

Besonders bekannt ist in den deutschsprachigen Ländern der Tigervorleger aus dem Sketch Dinner for One. Zum ersten Mal 1963 in Deutschland, wird er inzwischen alljährlich zu Neujahr im Fernsehen Deutschlands, Österreichs und der Schweiz ausgestrahlt. In der in Deutschland aufgezeichneten Fassung mit Freddie Frinton als Butler James stolpert dieser elfmal über den Kopf eines ausgelegten Tigerfells. Einmal läuft er zu seinem eigenen Erstaunen daran vorbei – stolpert dann aber auf dem Rückweg, einmal schreitet er elegant hinüber, und einmal hüpft er, bereits deutlich angetrunken, im Schlusssprung darüber hinweg. Zu den Filmaufnahmen brachte Frinton sein eigenes Tigerfell mit. Der Norddeutsche Rundfunk hatte für die Aufnahmen zwar extra ein Fell besorgt, aber das eines Eisbären. Dessen Kopf soll angeblich nur einen halben Zentimeter zu hoch gewesen sein, aber Frinton soll den Bären trotzdem abgelehnt haben, mit den Worten: „Nachher stolpere ich noch wirklich“.
Der Sketch dürfte von Charly Chaplins Slapstick-Film „Ein Uhr nachts“, Originaltitel „One A.M.“ aus dem Jahr 1916 inspiriert worden sein. Hier stolpert Chaplin in heftig betrunkenenem Zustand beständig über alles nur mögliche – nur überraschenderweise nie über den Tigervorleger.
Ein Jahr nach Frintons „Dinner for one“, im Jahr 1964, kam der Film „Der rosarote Panther“ in die Kinos. In einer längeren Szene flirtet Claudia Cardinale, leicht beschwippst, mit David Niven, während sie sich auf dem Boden auf einem Vorleger aus Tigerfell räkelt.

Vorleger in der Kunst
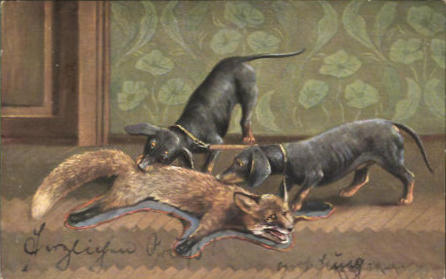
Rotfuchsvorleger und zwei Dackel (August Müller (1836–1885))
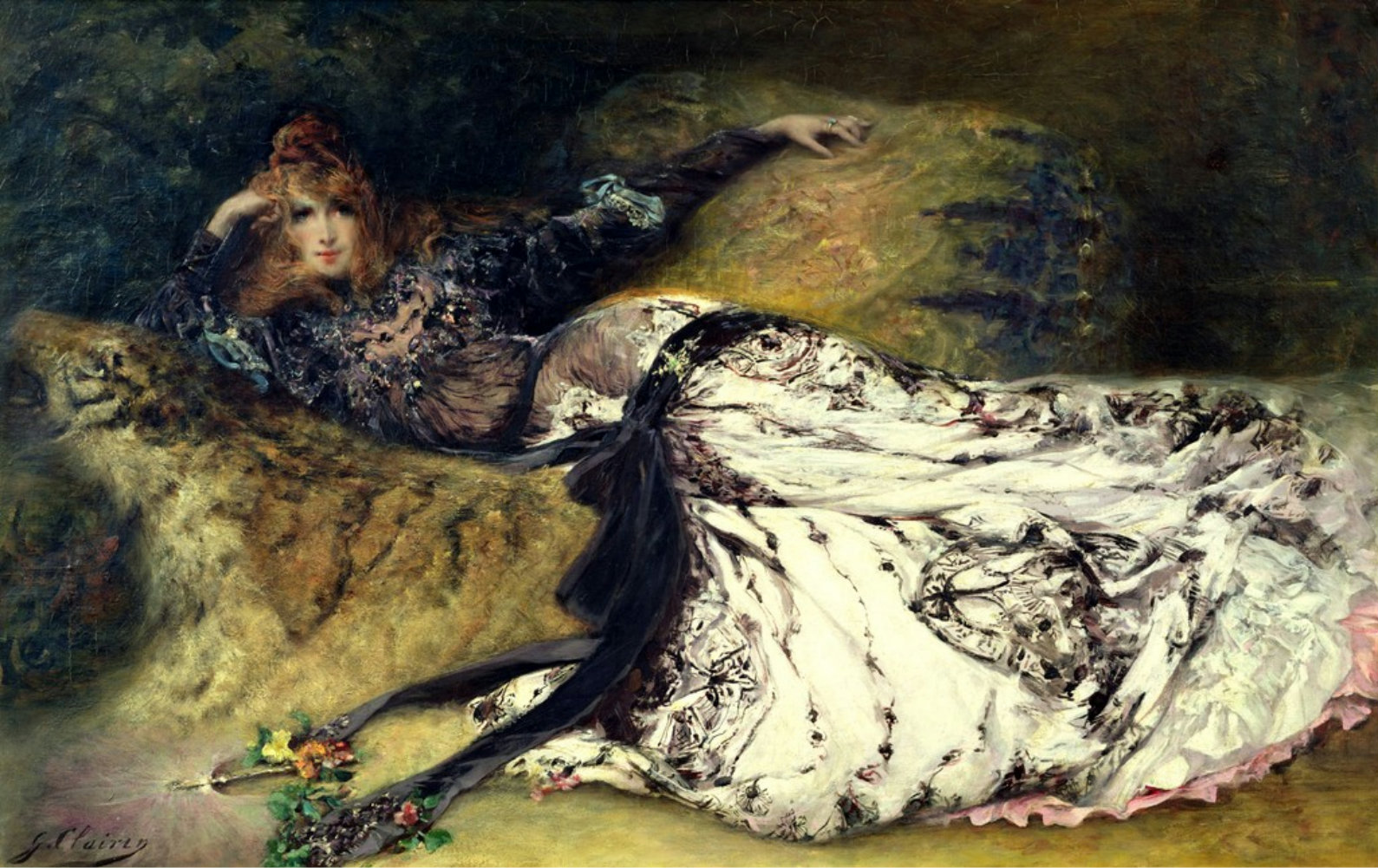
Sarah Bernhardt, Tigerfell (Georges Clairin, 1871)
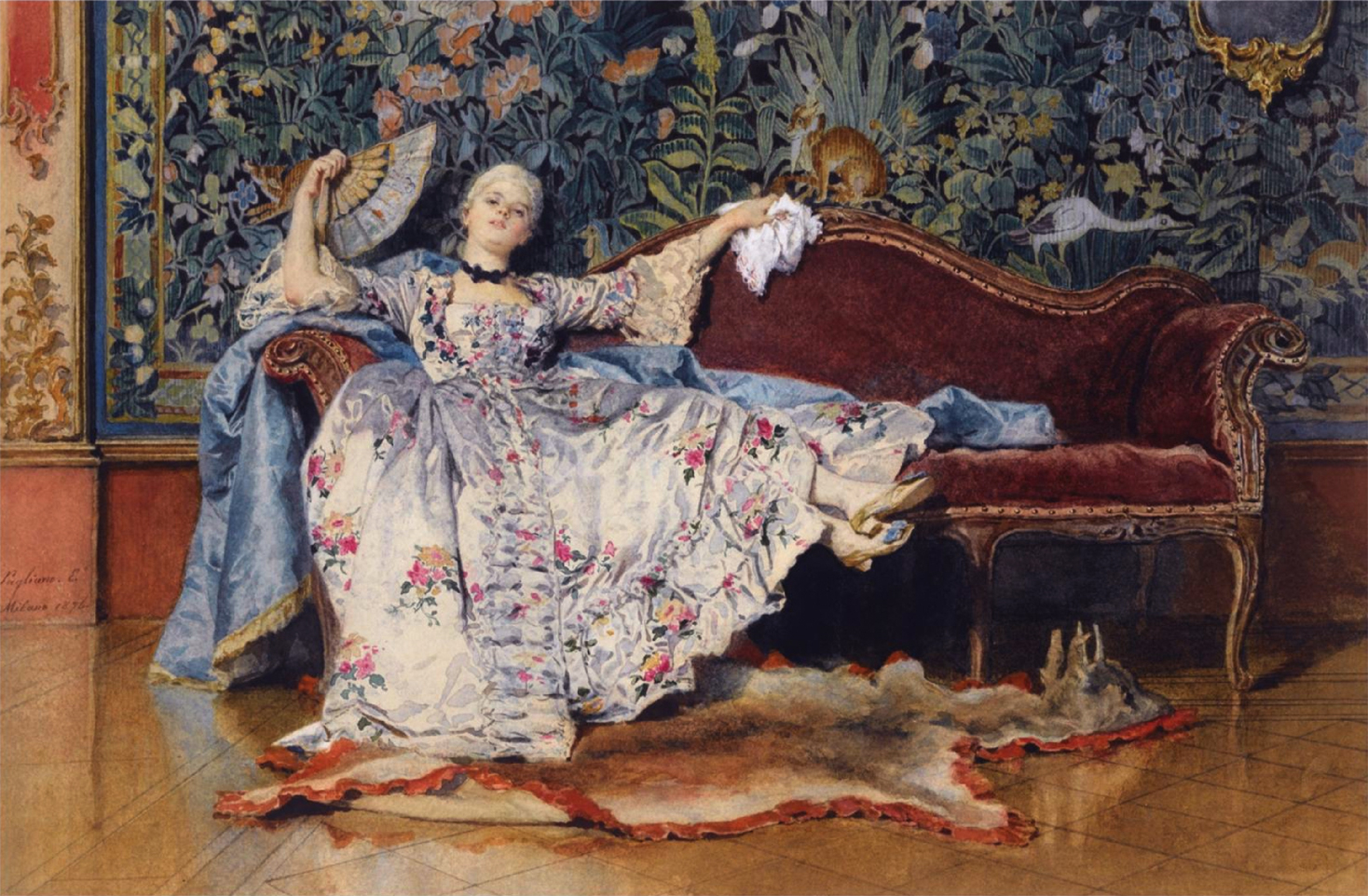
Decke eines Rehbocks (Eleuterio Pagliano, 1876)
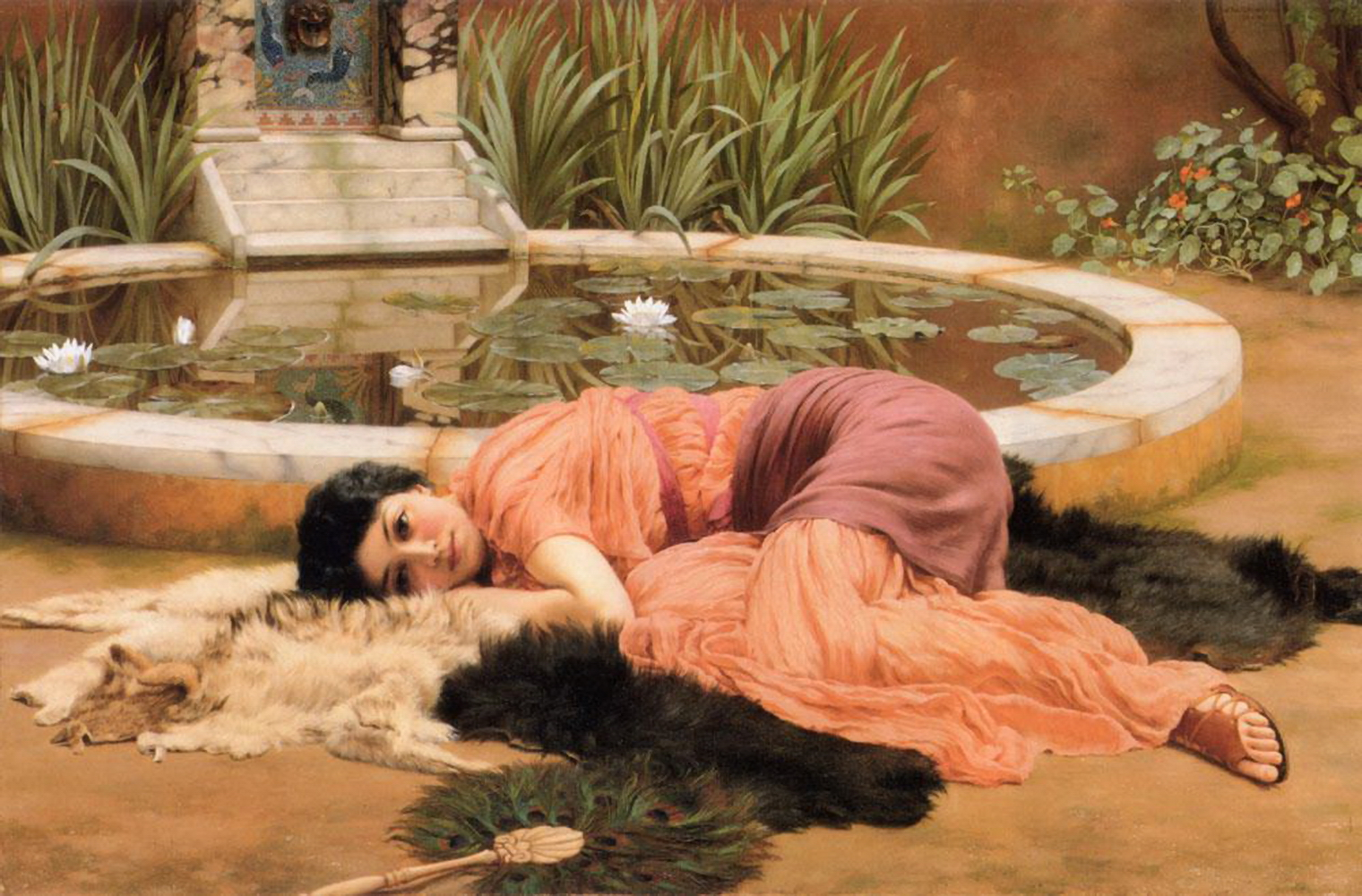
Coyoten- und Bärenfell (John William Godward, 1904)